# Zalužanská vodoteč
Zalužanská vodoteč je potok v okrese Mladá Boleslav, pravostranný přítok říčky Klenice. Délka jeho toku činí zhruba 5,3 km. Plocha jeho povodí měří 20,39 km².

## Průběh toku
Potok převážně melioračního charakteru pramení jižně od obce Horní Stakory na jihovýchodním svahu vrchu Baba v jakémsi oblouku. Úvodní část toku směřuje převážně na jihozápad zemědělskou krajinou. Protéká severně a západně od osady Chaloupky, kde zprava přijímá bezejmenný významnější přítok, který předtím napájí Panský rybník na jižním svahu Baby. Spojený tok pokračuje kolem zaniklého dvoru Zalužany (podle něj je potok pojmenován) a podtéká dálnici D10 u exitu 46. Na druhé straně silnice přijímá zprava meliorační kanál přitékající od Kosmonos) a dál teče převážně jižním směrem, zcela regulovaným korytem podél areálu automobilky Škoda Auto. Zde jsou vybudovány dvě nepřístupné dočišťovací laguny dešťových a průmyslových vod, které následně odvádějí vodu z podniku právě do Zalužanské vodoteče. U druhé laguny podniku podtéká vodoteč podnikovou železniční vlečku a železniční trať 064. Po odpoutání se od podniku Zalužanská vodoteč protéká skrz obchodní zónu v jihovýchodním cípu Mladé Boleslavi a za silnicí na Jičín se vlévá do Klenice na jejím 3. říčním kilometru.

## Varianty toku
HEIS VÚV T.G.M. rozděluje potok na dvě ramena s nepatrně odlišnými názvy: do Klenice ústí Zálužanská vodoteč s pramenem v Kosmonosech (délka 3,27 km), jejím levostranným přítokem je Zalužanská vodoteč (délka 3,99 km) s pramenem u Horních Stakor. Běžné mapy však uvádějí obě ramena jako součást Zalužanské vodoteče, přičemž stakorský tok je ten hlavní a kosmonoský je pouze jeho bezejmenným přítokem.

## Historie
V době rozkvětu rybníkářství v 16. až 18. století bývalo v povodí Zalužanského potoka několik dalších malých rybníků. Od 18. století byly ale postupně vysoušeny pro potřeby zemědělské půdy.